# Atarba bickeli
Atarba bickeli är en tvåvingeart som beskrevs av Günther Theischinger 1996. Atarba bickeli ingår i släktet Atarba och familjen småharkrankar. Inga underarter finns listade i Catalogue of Life.